# Église Saint-Georges de Divoš
Pour les articles homonymes, voir Église Saint-Georges.
L'église Saint-Georges de Divoš (en serbe cyrillique : Српска православна црква Светог Георгија у Дивошу ; en serbe latin : Srpska pravoslavna crkva Svetog Georgija u Divošu) est une église orthodoxe serbe située dans le village de Divoš en Serbie, sur le territoire de la ville de Sremska Mitrovica et dans la province de Voïvodine. Construite en 1769, elle est inscrite sur la liste des monuments culturels de grande importance de la république de Serbie (identifiant no SK 1315).

## Présentation
Le village de Divoš est situé sur les pentes méridionales du massif de la Fruška gora. L'église Saint-Georges a été construite en 1769. Elle est constituée d'une nef unique prolongée par une abside rectangulaire et dominée, à l'ouest par un clocher baroque ; le clocher est rythmé par trois corniches moulurées et flanqué de pilastres reliés entre eux verticalement. Les façades latérales sont également dotées de corniches et de pilastres surmontés de chapiteaux et ornées de niches aveugles.
L'église a été endommagée par un incendie au cours de la Seconde Guerre mondiale. Après la guerre, l'iconostase baroque datant de 1786 a été démontée ; une partie des icônes a été transférée dans les chapelles et le reste a été conservé au musée d'Art ecclésiastique de Sremska Mitrovica. Ces icônes ont été réalisées par Vasilije Ostojić et Grigorije Davidović-Opšić, un peintre originaire de Čalma qui était au service du patriarche Arsenije IV Jovanović-Šakabenta. Les fresques de l'église sont l'œuvre de Grigorije Davidović-Opšić, qui les a réalisées en 1795.
L'église a été restaurée en 1997.